# ريتشارد بروك
ريتشارد بروك (6 يونيو 1909 في المملكة المتحدة - 3 مايو 1973 في المملكة المتحدة) (بالإنجليزية: Richard Brooke)‏ هو كاهن أنجليكاني ولاعب كريكت بريطاني وبريطاني (وحمل سابقاً جنسية المملكة المتحدة لبريطانيا العظمى وأيرلندا). لعب مع نادي مقاطعة غلوستر للكريكت ‏ وBuckinghamshire County Cricket Club ‏ وFree Foresters Cricket Club ‏ والمقاطعات الوطنية للكريكيت الإنجليزي والويلزي ‏ ونادي الكريكت في جامعة أكسفورد ‏.

## وصلات خارجية
- ريتشارد بروك على موقع إي آس بي آن كريك إنفو (الإنجليزية)